# Кентубек (Павлодарская область)
Кентубек (каз. Кеңтүбек) — село в Майском районе Павлодарской области Казахстана. Расположено в 116 км к юго-востоку от областного центра — Павлодара и в 12 км к югу от районного центра — села Коктобе. Административный центр Кентубекского сельского округа. Код КАТО — 555639100.
Село было центральной усадьбой бывшего овцеводческого совхоза «Жалтырский», образованного в 1957 году в результате разукрупнения совхозов имени Чапаева и имени Кирова и названного по близлежащему озеру Жалтыр.

## Население
В 1985 году в селе проживало 925 человек. В 1999 году население села составляло 1309 человек (641 мужчина и 668 женщин). По данным переписи 2009 года, в селе проживал 1071 человек (509 мужчин и 562 женщины).